# Mechroha
Mechroha è un comune dell'Algeria, situato nella provincia di Souk Ahras.